# Куаджалин
Куаджалин (на английски: Kwajalein, на маршалски: Kuwajleen) е атол в Тихия океан в състава на Република Маршалови острови. Така се нарича и най-южният и най-голям остров от рифа на атола.
Намира се на 3900 км югозападно от гр. Хонолулу, щата Хавай, САЩ.

## Военна база
11 от 97 острова, съставящи атола, са наети от Съединените американски щати за военновъздушна и военноморска база.
Те са част от Зоната за тестове на МКБР отбрана Роналд Рейгън. В зоната има радарни инсталации, оптична, радио и комуникационна техника, които се използват за тестване на МКБР, ракети-прехващачи и подпомагане на космически операции.
На Куаджалин е разположена антена (от общо 3) за обезпечаване на GPS системата.

## SpaceX
Неотдавна инфраструктурата на атола е привлякла космическата компания SpaceX, която е построила комерсиален космодрум на острова Омелек за своите ракети „Фалкън 1“ и „Фалкън 9“.